# کلیسای سیون واسا
کلیسای سیون واسا (فنلاندی: Vaasan Sion-seurakunta، سوئدی: Vasa Sionförsamling) یک کلیسای پنطیکالیستی در شهر واسا در فنلاند است که در تاریخ ۲ مه ۱۹۲۶ تأسیس شد. این کلیسا متعلق به کلیسای پنطیکاستی فنلاند (فنلاندی: Suomen Helluntaikirkko) و نیز انجمن سوئدی‌زبان پنطیکاستی فنلاند است. ساختمان اصلی آن به نام کلیسای سیون در خیابان لایواکاتو ۱۱ (فنلاندی: Laivakatu 11) در منطقهٔ وورین‌کائوپونکی (فنلاندی: Vöyrinkaupunki) واقع شده است و رهبری آن بر عهدهٔ کشیش آندرس اولین است.
این کلیسا به‌عنوان مرکز فعالیت جنبش پنطیکاستی در منطقه اوستروبوتنیا شناخته می‌شود. از جمله فعالیت‌های آن می‌توان به برگزاری کنفرانس‌های بزرگ، هفته‌های بشارتی، و اعزام مبلغان به خارج از کشور اشاره کرد. این جماعت همچنین با ساخت دو ساختمان سه‌طبقه در نزدیکی کلیسا، برای سالمندان مسکن ساخته و در طبقه پایین کلیسا نیز مهدکودک اداره می‌کند.

## تاریخچه
پیشینهٔ فعالیت‌های پنطیکاستی در واسا به سال ۱۹۱۲ بازمی‌گردد، زمانی که توماس بال برت (Thomas Ball Barratt) به این شهر آمد و برای اعضای کلیسای باپتیست موعظه کرد. فعالیت علنی جنبش پنطیکاستی از ژوئیه ۱۹۲۳ آغاز شد، زمانی که اولین گردهمایی در تالار انجمن Arbetets Vänner برگزار شد. از پاییز ۱۹۲۴، برنامه‌ها در مکان‌های اجاره‌ای مختلف ادامه یافت. رهبر جنبش پنطیکاستی در آن زمان سی. ام. سودرمان (C. M. Söderman) بود که عضو کلیسای باپتیست محسوب می‌شد اما در سال ۱۹۲۵ از آن کلیسا اخراج شد.
در تاریخ ۲ مه ۱۹۲۶، سودرمان به همراه هشت باپتیست دیگر، کلیسای سیون را بنیان نهاد و تا سال ۱۹۳۰ رهبری آن را بر عهده داشت. جانشین او هیلدینگ سودرهولم شد. در سال‌های آغازین، روابط کلیسای سیون با کلیساهای آزاد دیگر پرتنش بود؛ برای نمونه، کلیسای باپتیست اجازه استفاده از کلیسا برای مراسم تعمید را نداد و در نتیجه کلیسای سیون با همکاری جماعت پنطیکاستی محلی در سیمدسبو استخر تعمید ساخت.
در دهه‌های نخست، این کلیسا مرکز اصلی فعالیت‌های پنطیکاستی در اوستروبوتنیا بود. علاوه بر فعالیت‌های بین‌المللی و داخلی، این جماعت به مدت ۳۷ سال کنفرانس‌های تابستانی بزرگ برگزار می‌کرد تا اینکه این رویداد در سال ۱۹۸۶ به نارپس منتقل شد.

### مکان‌های متعلق به کلیسا
در سال ۱۹۳۶، کلیسای سیون نخستین مکان رسمی خود را در ساختمانی در خیابان Klemetinkatu (اکنون Vöyrinkatu 13) به‌دست آورد که پیش‌تر یک کارخانه بود و به محل نیایش تبدیل شد. این مکان تا سال ۱۹۸۱ فعال بود. در همان سال، ساختمان جدیدی برای کلیسای سیون در خیابان Laivakatu 11 ساخته شد که امروزه محل اصلی فعالیت‌های کلیساست.

## رهبران کلیسا
- ۱۹۲۶–۱۹۳۰: سی. ام. سودرمان
- ۱۹۲۹–۱۹۳۲: هیلدینگ سودرهولم
- ۱۹۳۲–۱۹۳۵: سی. ام. سودرمان
- ۱۹۳۵–۱۹۳۷: جی. آ. لیندکویست
- ۱۹۳۸–۱۹۴۱: آلفونس آندستروم
- ۱۹۴۱–۱۹۴۶: هربرت گوستافسون
- ۱۹۴۶–۱۹۵۶: آنتون ویلیام روزنبرگ
- ۱۹۵۷–۱۹۶۸: گوستا برگستن
- ۱۹۶۸–۱۹۸۰: آرنه هربرتس
- ۱۹۸۰–۱۹۸۴: ژان-اریک مورتنسون
- ۱۹۸۴–۱۹۸۹: سون یوت
- ۱۹۸۹–۱۹۹۰ (موقت): دان برتلین
- ۱۹۹۲–۱۹۹۴: کنت پترشون
- ۱۹۹۸–۲۰۱۷: استفان سیگفریدس
- از ۲۰۱۷ تاکنون: آندرس اولین